# كارل غوستاف كاروس
كارل غوستاف كاروس (بالألمانية: Carl Gustav Carus)‏ (و. 1789 – 1869 م) هو عالم نبات، ورسام، ونفساني، وعالم تشريح، وأستاذ جامعي، وفيلسوف، وطبيب التوليد والنساء من ألمانيا . ولد في لايبزيغ.
وهو عضو في Saxonian Academy of Sciences، وSilesian Society for Patriotic Culture، والأكاديمية الروسية للعلوم، والأكاديمية الملكية السويدية للعلوم، والأكاديمية الألمانية للعلوم ليوبولدينا، والأكاديمية البروسية للعلوم .

Mnemosyne (1848)

توفي في دريسدن.

## التعليم
تعلم في جامعة لايبتزغ

## أعمال بارزة
من أهم أعماله:
- Memory of a wooded island in the Baltic Sea.

## مناصب وهيئات
أدار جامعة دريسدن التقنية.

## روابط خارجية
- كارل غوستاف كاروس على موقع الموسوعة البريطانية (الإنجليزية)
- كارل غوستاف كاروس على موقع ميوزك برينز (الإنجليزية)